# Neolophonotus penrithae
Neolophonotus penrithae là một loài ruồi trong họ Asilidae. Neolophonotus penrithae được Londt miêu tả năm 1988. Loài này phân bố ở vùng nhiệt đới châu Phi.